# Ленинградское шоссе (Ржев)
Ленинградское шоссе (до 1920 года — Александровское шоссе) — улица в северной части города Ржева Тверской области. Важная городская магистраль, соединяющая центр города с железнодорожной станцией «Ржев-I» и далее направленная в сторону Осташкова.
Начинается от тоннеля под Октябрьской железной дорогой, рядом со станцией «Ржев-I», и тянется на восток, пересекая шесть улиц: Филиппова, Комсомольскую, Свердлова, Куприянова, Энгельса и Елисеева. Заканчивается на площади Революции, где имеет разветвление на два направления: в сторону Твери (улица Головни) и в центр города (улица Ленина). С запада (в начале улицы), со стороны Осташкова, в улицу вливается Осташковское шоссе.

## Происхождение названия

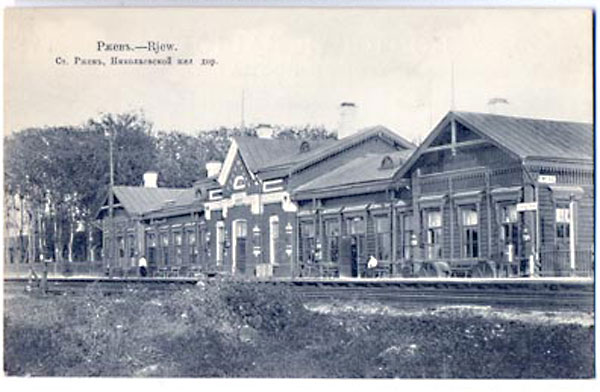
Александровский вокзал (Ржев-I) в 1918 году

Ленинградское шоссе в конце 1950-х годов. «Калининские дома»

Названа по имени города Ленинграда (ныне Санкт-Петербурга) не случайно. Оба конца улицы имеют ответвления, утыкающиеся в конце пути в автодорогу М10 «Россия», направленную на Санкт-Петербург. При движении на запад (на Осташковское шоссе) дорога следует через Осташков и Валдай (265 км), а на восток (на улицу Головни) через Старицу и Тверь (122 км).
До 1920 года шоссе называлось Александровским. Названо было так по Александровскому вокзалу (ныне «Ржев-I»). Новоторжская железнодорожная ветка, построенная на средства казны (как часть Николаевской дороги), была первой подведённой ко Ржеву, и поэтому, до постройки Виндавской дороги в 1902 году, Александровский являлся единственным вокзалом в городе, соответственно движение по шоссе всегда было оживлённым.
С запада к шоссе примыкал Осташковский тракт (ныне Осташковское шоссе) на востоке шоссе заканчивалось Конной площадью (ныне площадь Революции). В старые[уточнить] времена она использовалась для отстоя и продажи лошадей и возов по воскресным и ярмарочным дням.

## Здания и инфраструктура
Обе стороны улицы состоят преимущественно из жилой и социальной двух-трёхэтажной и пятиэтажной застройки послевоенного периода.
В восточной части (район площади Революции) сохранились четырёхэтажные «Калининские дома» 1936 года постройки. Дома предназначались для работников управления Калининской железной дороги, располагавшегося до 1953 года во Ржеве, из-за чего и получили название «Калининские». Во время Великой Отечественной войны, осенью 1942 года за них велись кровопролитные бои с немецко-фашистскими войсками. Сегодня «Калининские дома», построенные в стиле Советского монументального классицизма, считаются одними из красивейших в городе.
К западной части улицы, с севера (через сквер), примыкают служебные здания железной дороги и вокзал «Ржев-I».
В сквере у вокзала установлен (второй в городе) памятник В. И. Ленину. В конце 1990-х годов в результате акта вандализма статуя потеряла свою правую руку и в таком состоянии простояла до августа 2011 года, пока сами ржевитяне всенародно не собрали необходимые средства для реставрации скульптуры.

Фотографии зданий по Ленинградскому шоссе
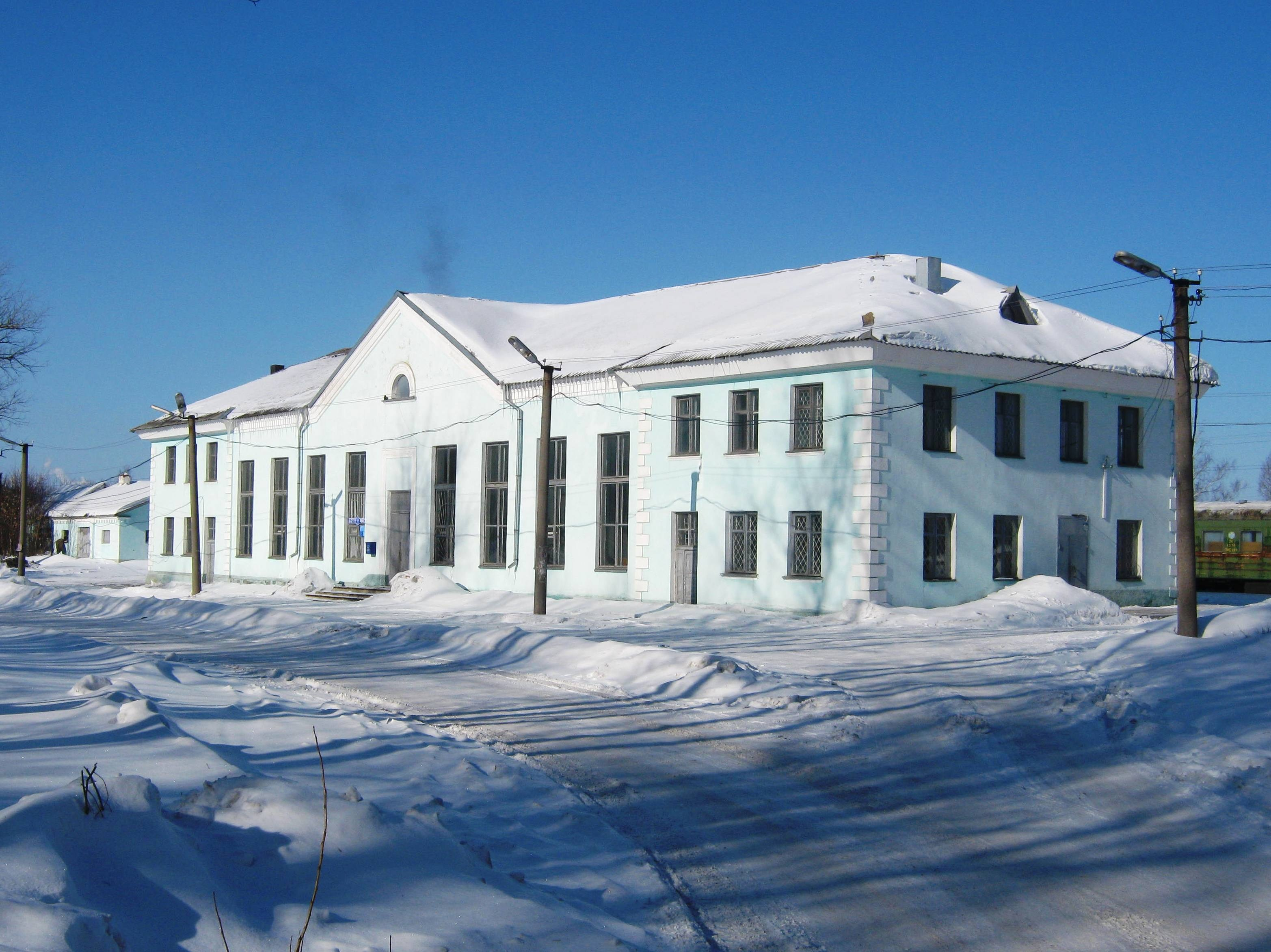
Вокзал станции «Ржев-I» (Ленинградское шоссе, д. 1)
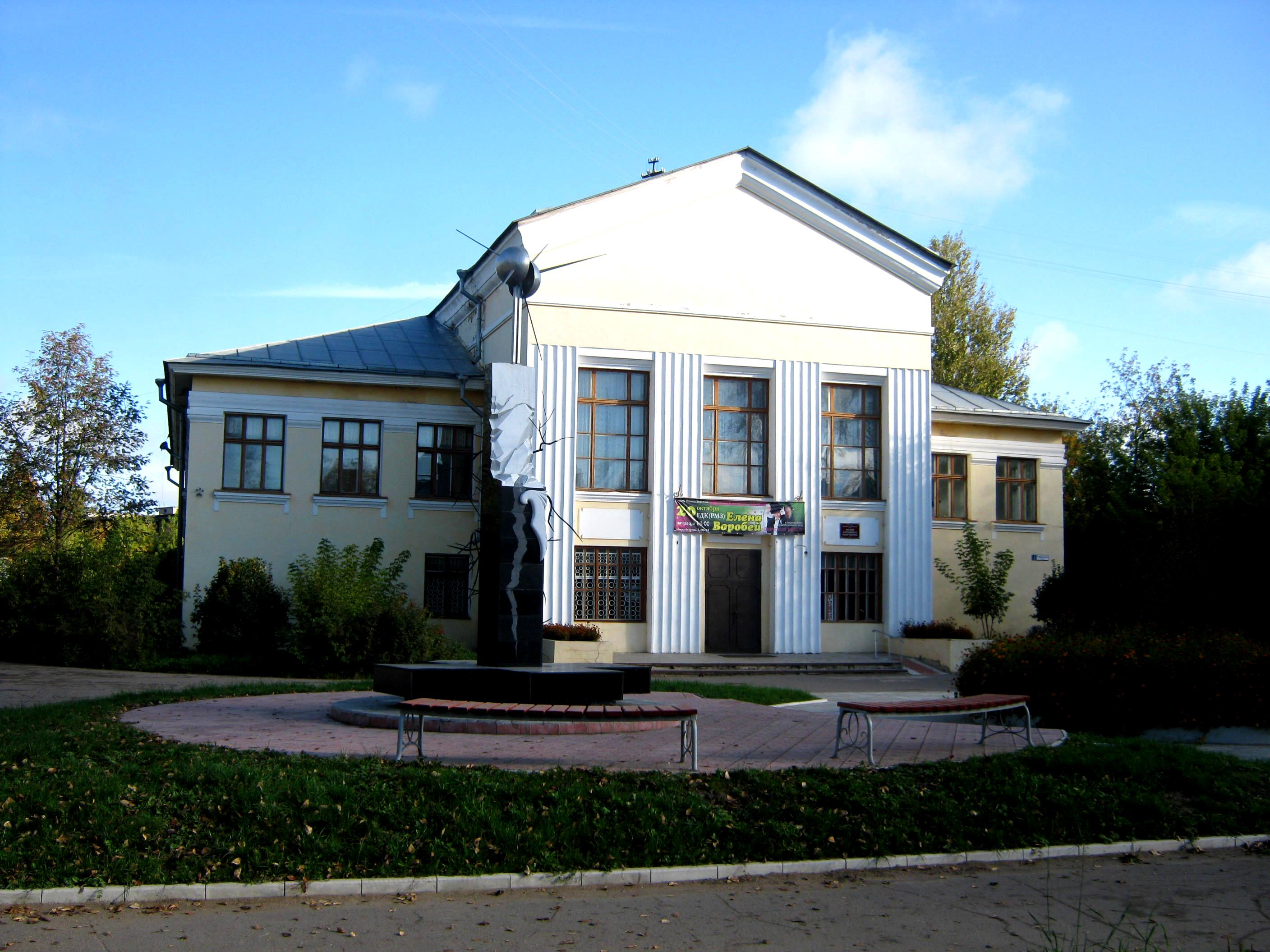
Ржевский ГДК (Ленинградское шоссе, д. 5)
Памятник «Три головы» и дом № 52/27
Учебно-производственный центр ОЖД № 1 (Ленинградское шоссе, д. 27)

В районе дома № 50
Калининские дома (Ленинградское шоссе, д. 29)
Фрагмент дома (Ленинградское шоссе, д. 29)
Калининские дома (Ленинградское шоссе, д. 31)

Среди зданий и объектов инфраструктуры выделяются:
- № 1 — Здание вокзала «Ржев-I» (Ржев-Белорусский), Почтовое отделение
- № 2/65 — Детская школа искусств № 2, спортшкола федерации самбо
- № 5 — Муниципальное учреждение культуры ГДК города Ржева (клуб, библиотека, архив)
- № 5а — ДЮСШ № 1
- № 11 — Минимаркет «Лукоморье», дверной супермаркет «Двери Ленд»
- № 27 — Учебно-производственный центр ОЖД № 1
- № 29, 31 — Памятники военной истории и архитектуры «Калининские дома» (2 из 4-х)
- № 31 — Салон магазин «Мегафон», парикмахерская «Юлия»
- № 38 — Магазин «Тверской купец»
- № 40 — Поликлиника станции «Ржев-I» (Ржев-Белорусский)
- № 42 — Средняя школа № 12
- № 44а — Магазин «Задиак»

## Памятники

Памятник ликвидаторам аварии на Чернобыльской АЭС

- Памятник В. И. Ленину в сквере у вокзала Ржев-I
- Памятник ликвидаторам аварии на Чернобыльской АЭС на площади перед ГДК
- Памятник революционерам на площади Революции

Мемориальные доски
- Делегатам II Всероссийского съезда Советов от города Ржева: К. Г. Жигунову, И. Х. Бодякшину и Ш. С. Иоффе[2] перед постаментом памятника революционерам
- На месте гибели старшего сержанта Н. С. Головни 23 августа 1942 года (на углу дома № 31/1)

## Транспорт
По улице пролегают маршруты городских и пригородных автобусов №: 1, 2а, 3, 7, 10, 10б, 11, 342, 348, 350.

## Смежные улицы
- Осташковское шоссе
- Улица Тертия Филиппова
- Улица Куприянова
- Площадь Революции
- Улица Никиты Головни
- Улица Ленина
- Улица Куйбышева